# 1987 (musikalbum)
Whitesnake 1987, rockbandet Whitesnakes album är det som sålde överlägset bäst av gruppens album, det var till och med det rockalbum som sålde bäst det året. Skivan har sålt mer än 8 miljoner exemplar enbart i USA.
I det här albumet består Whitesnake av David Coverdale (sång) John Sykes (gitarr och sång) Neil Murray (bas) och Aynsley Dunbar (Trummor). Skivan börjar med låten "Still Of The Night", en av de fyra låtar som även släpptes som singlar. David Coverdale själv säger att han har avslutat varje konsert med efter att han skrev denna häftiga rocklåt. Den andra låten är balladen Is This Love, som från början var tänkt att det skulle bli en Tina Turner-låt men när David Coverdale och John Sykes skrev den tyckte de att den blev för personlig för att ge bort. De sista singlarna från albumet var "Give me all your love" och "Here I Go Again 87" som kom att bli oerhört populär och nådde #1 i USA. Det här är en uppgraderad version av låten med samma namn från albumet "Saints & Sinners". Låten räknas som en av de bästa som kom ut 1987. David Coverdale beskriver den som den perfekta Whitesnake-låten. Låten börjar lugnt och efter ett tag så exploderar gitarrerna. 

## Låtlista
Alla låtar är skrivna av David Coverdale och John Sykes, om inget annat anges.
1. "Still Of The Night"
2. "Bad Boys"
3. "Give Me All Your Love"
4. "Looking For Love"
5. "Crying In The Rain" (Coverdale)
6. "Is This Love"
7. "Straight For The Heart"
8. "Don't Turn Away"
9. "Children Of The Night"
10. "Here I Go Again 87" (Coverdale, Bernie Marsden)
11. "You're Gonna Break My Heart Again"

## Bandmedverkande
- David Coverdale - sång
- John Sykes - gitarr och körsång
- Neil Murray - basgitarr
- Aynsley Dunbar - trummor, slagverk

## Andra medverkande
- Don Airey - keyboards
- Bill Cuomo - keyboards
- Adrian Vandenberg - gitarrsolo (Here I Go Again)
- Dann Huff - gitarr (Here I Go Again)
- Denny Carmassi - trummor (Here I Go Again)
- Vivian Campbell - gitarrsolo (Give Me All Your Love)